# ФК Макаби Нетаня
ФК Макаби Нетаня (на иврит: מועדון כדורגל מכבי נתניה; Mu'adon HaKaduregel Makabi Netanya) е израелски професионален футболен отбор от град Нетаня. Отборът е основан през 1934 г., а първата титла на Израел идва през 1970 г. Клубните цветове са жълто и черно. Отборът играе домакинските си мачове на стадион Сар Тов, който разполага с капацитет от 7500 места.

## Успехи
- Израелска Премиер лига
  -  Шампион (5): 1970 – 71, 1973 – 74, 1977 – 78, 1979 – 80, 1982 – 83
  -  Второ място (5): 1974 – 75, 1981 – 82, 1987 – 88, 2006 – 07, 2007 – 08
- Купа на Израел
  -  Носител (1): 1978
  -  Финалист (3): 1954, 1970, 2022/23
- Суперкупа на Израел
  -  Носител (5): 1971, 1974, 1978, 1980, 1983
- Купа Тото
  -  Носител (2): 2005, 2022/23
- Купа Нешер
  -  Носител (1): 1941
- Купа Нетаня
  -  Носител (1): 1953

Международни
- Купа Интертото
  -  Носител (4): 1978, 1980, 1983, 1984

## Български футболисти
- Пламен Гълъбов: 2022/24 - (60 мача - 1 гол)